# Дидактична література
Дидактична література — література повчального змісту, в якій художня форма використовується для вираження наукових, етичних, філософських та інших ідей.
Ні дидактичний матеріал, поданий без естетичного оформлення (наприклад, наукові твори), ні літературні форми, що переслідують іншу (наприклад, мнемотехнічну) мету (римовані правила граматики, катехізиси і т. ін.) не входять до поняття дидактичної літератури.